# Retablo mayor de la catedral de Palencia

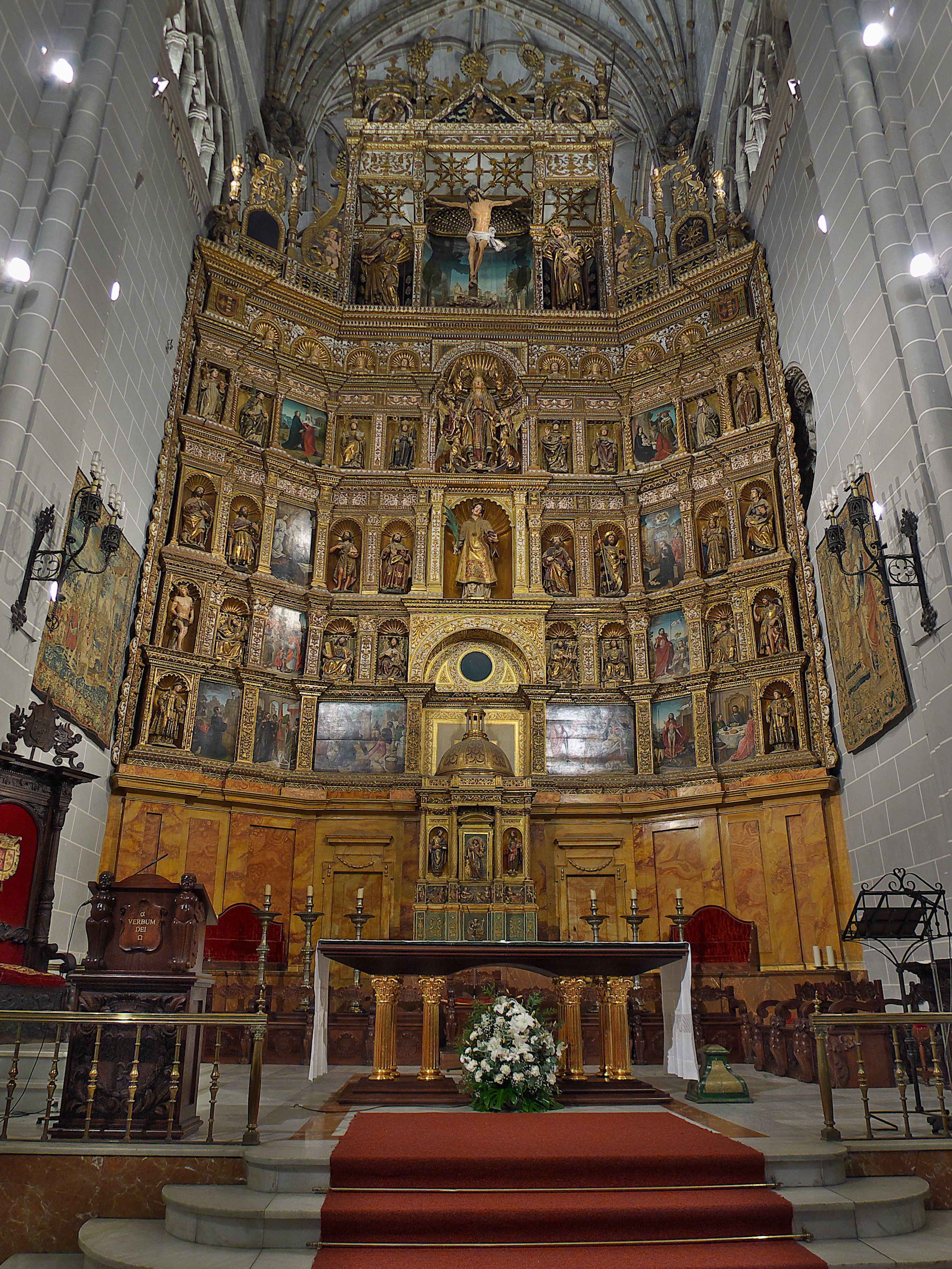
Retablo mayor de la catedral de Palencia.

El retablo mayor de la catedral de Palencia está considerado por los críticos como una joya del Renacimiento castellano. Fue encargado por el obispo Diego de Deza —obispo de 1500 a 1504— para colocarlo en la primitiva capilla mayor del templo ubicada en el centro del ábside; pero en 1509 su sucesor el obispo Juan Rodríguez de Fonseca decidió dar una nueva ubicación a la capilla mayor y la trasladó al espacio que estaba ocupado por el coro conventual y el coro se trasladó justo enfrente, al otro lado del crucero. De esta manera la antigua capilla mayor pasó a llamarse  capilla del Sagrario. El obispo Diego de Deza contrató al ensamblador Pedro de Guadalupe para que hiciera las trazas y el trabajo se desarrolló entre 1504 y 1506, dando como resultado un monumental mueble de estilo plateresco, incipiente en aquellos años. El retablo no llegó a instalarse en el espacio para el que fue pensado, sino que se acomodó en la nueva capilla mayor. Las obras de terminación y adaptación duraron hasta los primeros años del siglo XVII, en que se terminó el tabernáculo. Las esculturas se deben a Felipe Vigarny, con dos de las tallas de Alejo de Vahía y el ático de Juan de Valmaseda. Las pinturas son obra de Juan de Flandes.

## Orígenes del encargo
El obispo Diego de Deza conocía el retablo encargado por el Cardenal Mendoza para la pequeña capilla del Colegio de Santa Cruz de Valladolid. Había quedado gratamente impresionado con la obra y decidió costear uno parecido al mismo autor para sustituir el que ya había en la catedral palentina, un retablo de plata que había sido donación de Inés de Osorio.
En el contrato se dice que el retablo debía tener unas medidas especiales para poder adaptarlo al espacio de la capilla mayor (la antigua), que no era muy grande. Se especifica también que debía ser trabajado “a lo romano” siguiendo el modelo del retablo que este artista había hecho para el Colegio de Santa Cruz de Valladolid. Se hizo el pedido al entallador y ensamblador Pedro de Guadalupe el 22 de enero de 1504 y en 1505 el Cabildo de la catedral encargó al imaginero Alejo de Vahía una escultura de San Juan y otra de la Magdalena. Ese mismo año se contrató a Felipe Vigarny para que se ocupara de toda la imaginería del retablo, dejando bien claro que aunque se hiciera el trabajo en su taller, el artista se comprometía a esculpir todos los rostros y manos. El 12 de diciembre de 1506, Vigarny entregó 17 esculturas (entre las que iba un San Antolín ya policromado) y el 19 de octubre de 1509 entregó las 9 restantes. Todo el material se guardó en el Hospital de San Antolín de Palencia sin montar ni policromar. Se conserva un diseño hecho por Vigarny en aquel momento.

## Descripción

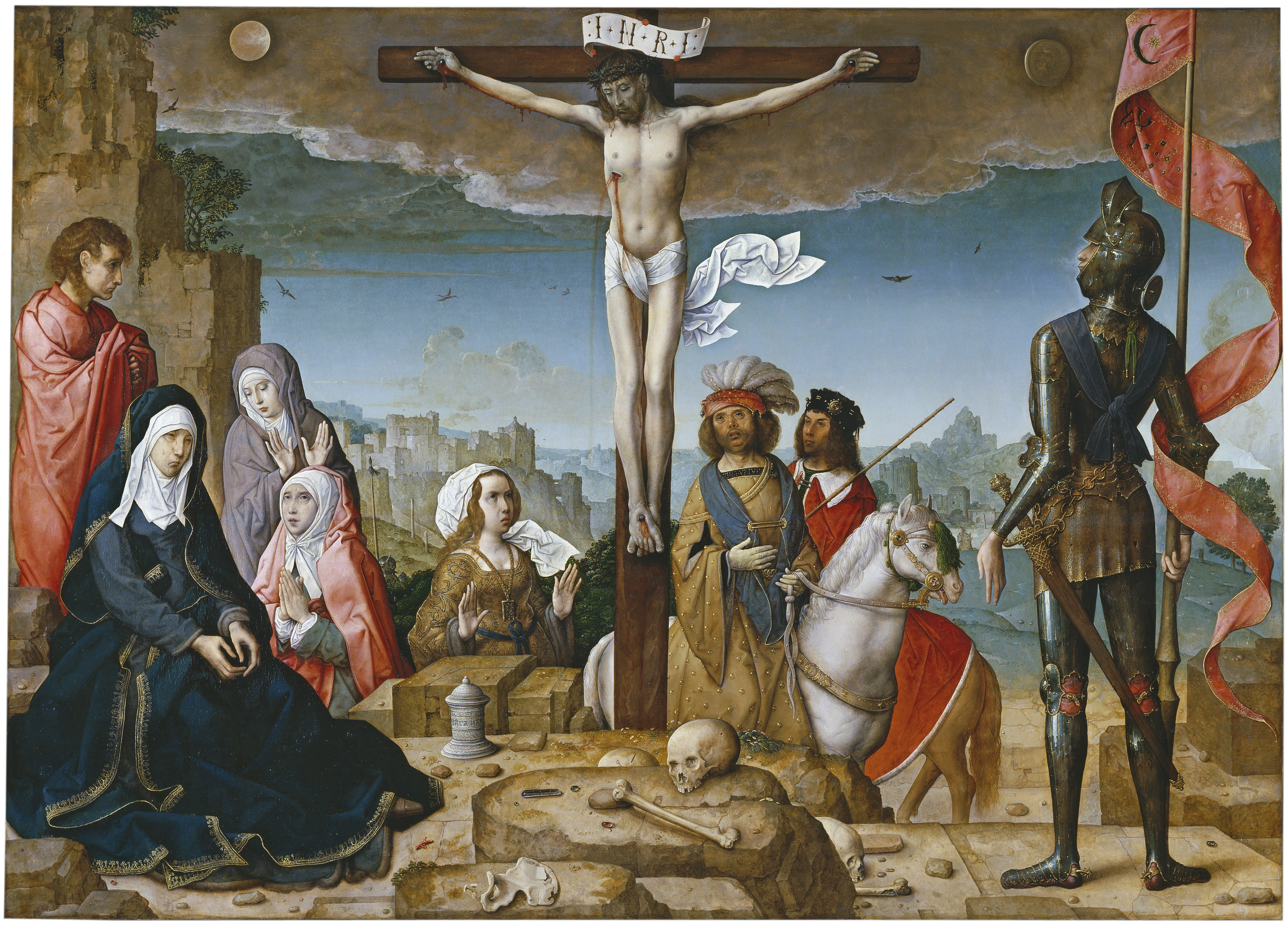
La crucifixión, de Juan de Flandes, tabla que estuvo situada en la calle central del retablo. Se encuentra en el Museo del Prado donde se la considera como una de las obras maestras de la pinacoteca, lo que da una idea del valor artístico del retablo.

El gran retablo tiene una altura total (incluyendo el zócalo) de 20,50 m y una anchura de 10,60 m el ensamblaje; la escultura y la pintura están hechos en maderas de pino, nogal y tilo. Fue el primer gran retablo español construido y concebido a la manera lombarda cubriendo todo el frente con temas decorativos tallando hornacinas con remate en forma de venera y grutescos en las pilastras que separan cada calle. Su estructura es en tríptico, con alas oblicuas, como si su destino hubiera sido una cabecera ochavada. En el conjunto de la obra domina la articulación horizontal. Los diferentes pisos se ven separados por frisos a manera de pequeñas cornisas. En su base hay una predela muy alta. El ático es gigantesco; fue añadido para dar más dimensión al retablo de acuerdo con la nueva capilla.

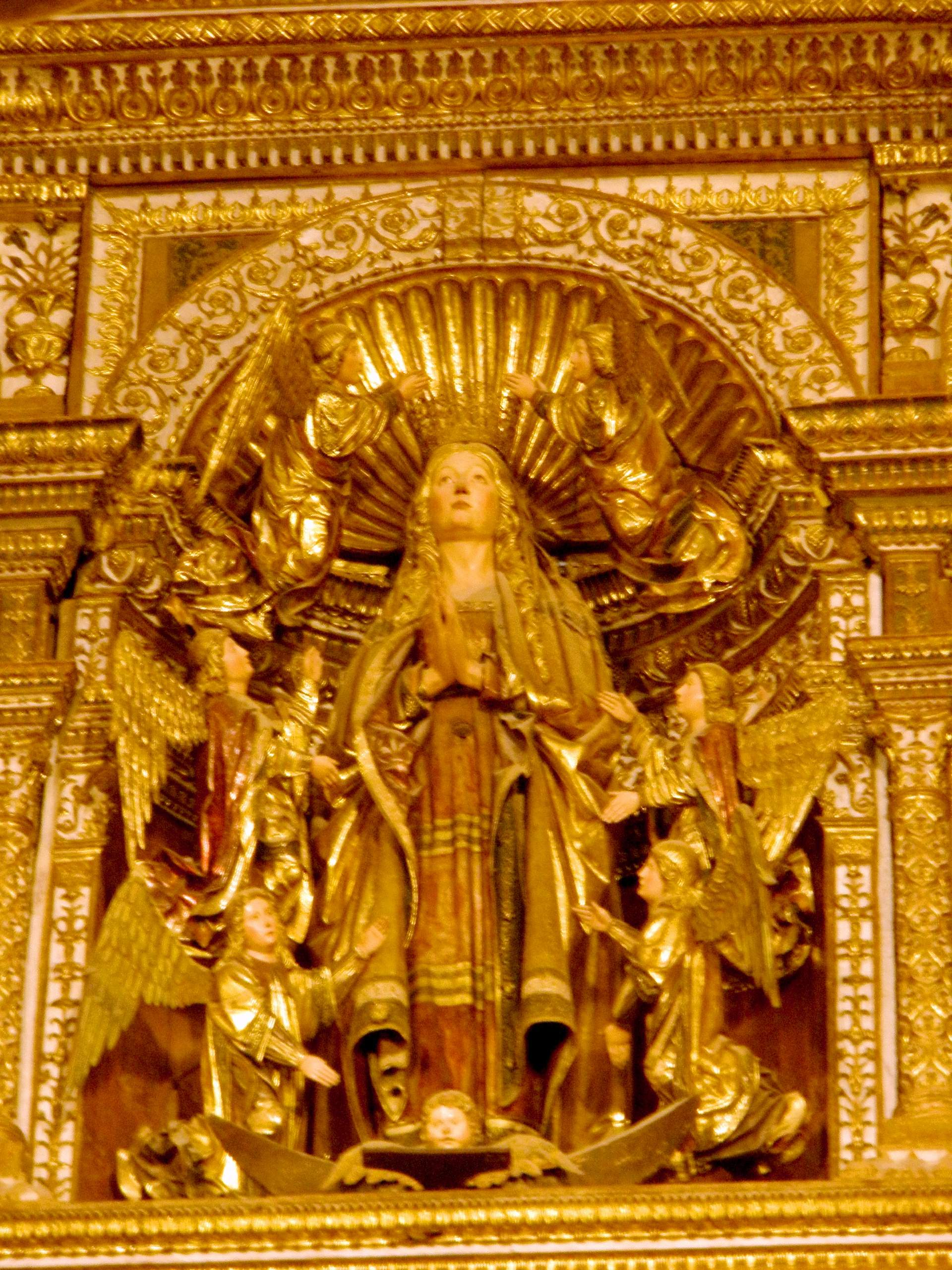
La Asunción

En la calle central, en la parte de abajo, se halla el sagrario, que ocupa bastante altura que llega desde la predela al segundo piso y fue incorporado en el siglo XVII. Por encima está la hornacina con la figura de San Antolín, obra barroca de Gregorio Fernández. Más arriba, una talla de la Asunción rodeada y custodiada por seis ángeles cuyo manto está hecho con tela encolada. A ambos lados, ocupando el último piso se colocaron seis bustos femeninos y dos masculinos en pequeñas hornacinas con veneras. San Antolín, la Asunción y el Salvador son los tres patronos de la catedral y los tres tuvieron en el retablo sus representaciones. Falta en la actualidad la del Salvador. Por encima de estas imágenes está el ático, con el tema del Calvario, obra de Valmaseda, común a casi todos los retablos y como remate final, un Padre Eterno entre dos ángeles con símbolos de la Pasión.

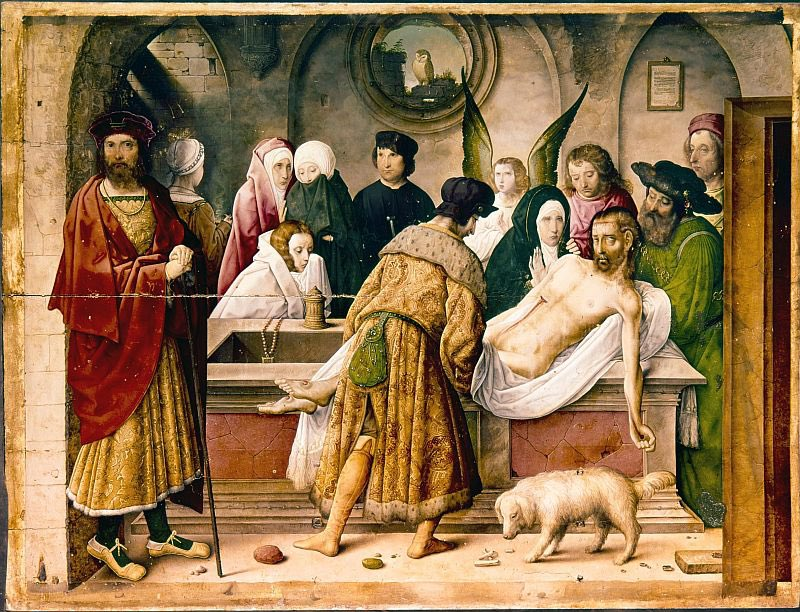
Escena del sepulcro. El personaje de negro en el centro es autorretrato de Juan de Flandes

Al agrandar el retablo con dos calles más para la nueva ubicación, el espacio se ocupó con tablas pintadas, contratadas a Juan de Flandes, diez en total porque dos que están colocadas arriba fueron hechas por su discípulo Juan Tejerina (Visitación y Epifanía). Estas pinturas siguen un programa coherente con el tema de la vida de Jesús desde la Anunciación hasta la cena de Emaús. El conjunto de tablas es de gran valía y calidad dentro de la pintura española de principios del siglo XVI. Algunas tablas de las que entregó Juan de Flandes no llegaron a ser colocadas o se suprimieron después, como La crucifixión, de formato apaisado, que estaba en el centro del primer piso, formando tríptico con la de su derecha e izquierda. Entre las no colocadas  estaban un Descendimiento y una Piedad. En la tabla apaisada del primer piso (escena del Sepulcro) el autor, Juan de Flandes, se autorretrata en la figura de un hombre vestido de negro en el centro de dicha escena, bajo una ventana. Felipe Vigarny entregó también un Cristo en Majestad rodeado de los Evangelistas que iba destinado a la hornacina alta de la calle central; desechado del retablo, se colocó finalmente en el exterior del coro. El imaginero Alejo de Vahía había entregado por encargo dos esculturas; la de San Juan Bautista se rechazó y se envió al convento de Santa Clara y la de María Magdalena, que se colocó en el retablo.

## Evolución y cronología
Muchos estudiosos e investigadores del tema han aportado documentación que permite ver la evolución y distintas obras que se llevaron a cabo en el retablo desde 1504 hasta 1609.
Después de los encargos previos y de haberse realizado las obras de arte requeridas, los elementos del futuro retablo pasaron a la espera de ser montados y colocados en la antigua capilla mayor pero no hubo lugar porque en 1509 el nuevo obispo Juan Rodríguez de Fonseca decidió trasladar esta capilla al emplazamiento donde se encuentra ahora, espacio que estaba ocupado por el coro conventual. La nueva capilla mayor suponía un habitáculo mayor, por lo que hubo que replantearse el tamaño y posición de los elementos del retablo. La solución fue encargar el 19 de diciembre de 1509 al pintor Juan de Flandes una serie de pinturas en tabla que agrandarían en un cuerpo más en altura y dos calles en anchura. El trabajo de Juan de Flandes no se entregó hasta 1519.

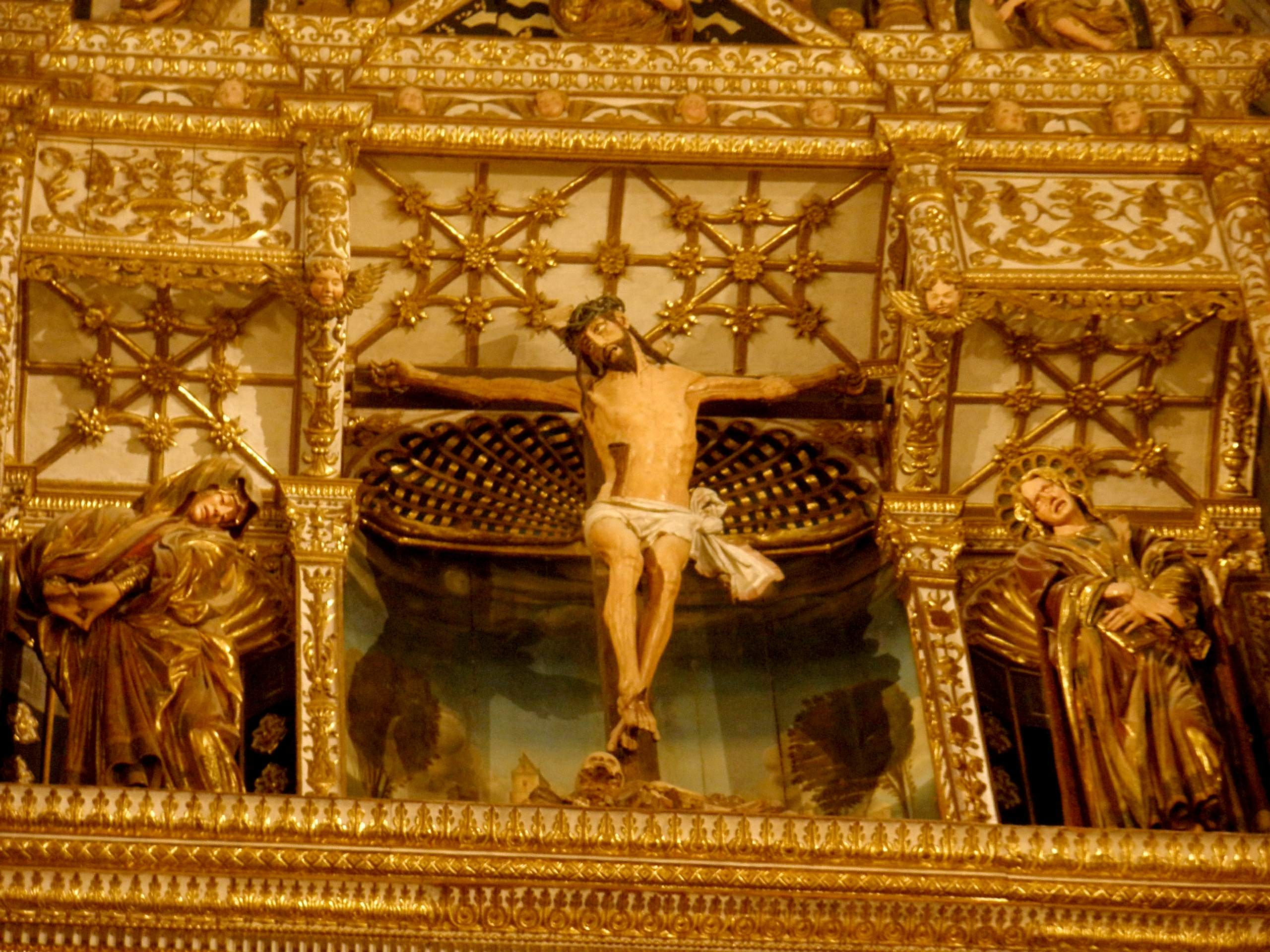
El Calvario, grupo escultórico que corona el retablo, por Juan de Valmaseda.

Ese mismo año, en el mes de enero, el escultor Juan de Valmaseda (o Balmaseda) firmó un contrato para la ejecución de un Calvario de grandes proporciones que sería integrado en el ático del retablo. De este nuevo espacio se ocupó el palentino Pedro Manso, maestro de talla, firmando un contrato en 1522. Se requiere que tenga forma semicircular y que esté cerrado por una gran cornisa. En 1525 este proyecto sufrió cambios y avatares, entre los que se encuentra la retirada de cuatro escudos y el añadido en lo alto de un friso con las cabezas o bustos descrita anteriormente. En este año se contrató nuevamente todo el dorado y estofado del retablo. En las cláusulas del contrato se enumeraban una gran cantidad de detalles a seguir para que el resultado final fuera el de una magnífica obra de arte de gran calidad.
Desde mayo hasta septiembre de 1520 Alonso de Solórzano y Gonzalo de la Maza se ocuparon de una serie de reformas y del encajamiento para el Calvario. En 1559 y siguiendo las recomendaciones del Concilio de Trento, el Cabildo decidió colocar en el centro del retablo una imagen de su patrono san Antolín. Se sustituye así una tabla de Juan de Flandes con el tema de la Crucifixión por la escultura de bulto redondo de este santo.
Entrado el siglo XVII se realizaron una serie de reformas en toda la calle central y el primitivo san Antolín es sustituido por una talla de Gregorio Fernández de factura y rasgos muy al gusto de la época. Es de tamaño casi natural, con el cuello ligeramente curvado. Se remodela también la parte del tabernáculo, empezando por separar la mesa de altar para evitar que las velas ensuciaran con el humo las pinturas del primer cuerpo. En 1607 los escultores palentinos Juan Sanz de Torrecilla, Pablo de Torres y Alonso Núñez se encargaron de los trabajos del nuevo tabernáculo. Dos años más tarde los pintores palentinos Francisco de Molledo y Pedro de Roda se comprometieron a dorar la imagen de San Antolín de Gregorio Fernández y la parte donde va instalado el tabernáculo con la custodia y el sagrario. A finales del siglo siglo XVIII y bajo el mandato del obispo Mollinedo se renovó el pavimento de toda la fábrica y se cubrieron los azulejos de la predela con paneles que imitan al mármol y al jaspe, todo decorado al estilo neoclásico propio del momento.